# Самарин-Эльский, Иосиф Константинович
Иосиф Константинович Самарин-Эльский (1 [13] декабря 1877, Российская империя — 12 марта 1942, Ленинград) — русский советский актёр театра и кино, Заслуженный артист РСФСР (1925).

## Биография
Окончил Петербургский технологический институт в 1904 году, получив специальность инженера-технолога.
Увлёкся театром и первоначально начал выступать на любительской сцене, затем на профессиональной. Играл в драматических театрах и в антрепризе в Петербурге (Петрограде), в Симбирске, Ярославле, Нижнем Новгороде, Одессе и в других городах. В 1916—1917 годах работал в Москве, в 1918 году — в Самаре, в 1919—1920 — в Иркутске. В 1920—1925 годах выступал на сцене драматического театра Петроградского Народного дома. Был одним из организаторов профсоюза Рабис.
С 1925 года Самарин-Эльский — артист и художественный руководитель Ленинградского театра драмы и комедии (см. Театр на Литейном). Роли — Павел I в «одноимённой пьесе», Трубецкий («Вечный муж»), князь Мышкин («Идиот»). Остался в городе во время Великой Отечественной войны. В блокаду работал в труппе Городского театра (позже Драматический театр). Исполнил роли Протасова («Дети солнца»), Бальзаминова («Женитьба Бальзаминова»), Тихона («Гроза»), Глумова («На всякого мудреца довольно простоты»), Алексея («Дети Ванюшина» Сергея Найдёнова) и др.
Также снялся в двух кинофильмах — «Третья молодость» и «Дубровский».
Умер 12 марта 1942 года в Ленинграде. Похоронен на Литераторских мостках Волковского православного кладбища.
В РГАЛИ имеются документы, относящиеся к И. К. Самарину-Эльскому.

## Фильмография
- 1928 — Третья молодость — официант
- 1936 — Дубровский — Андрей Гаврилович Дубровский, отец Владимира